# Hackaday
Hackaday est un magazine en ligne d'actualité sur le hacking matériel. Il a été créé en 2004 par Phillip Torrone, d'abord comme un magazine pour Engadget, « The best hacks, mods and DIY (do it yourself) projects from around web » (« les meilleurs projets de bidouilles, modifications et fait maison se trouvant sur du web »).
En 2021, le propriétaire du site, Supplyframe est racheté par Siemens.
Tous les ans depuis 2014, Hackaday organise un prix, le Hackaday prize, récompensant des projets DIY innovants,.